# Drassodes striatus
Drassodes striatus är en spindelart som först beskrevs av Ludwig Carl Christian Koch 1866.  Drassodes striatus ingår i släktet Drassodes och familjen plattbuksspindlar. Inga underarter finns listade i Catalogue of Life.